# The Legend of Zelda
„The Legend of Zelda“ (на японски: ゼルダの伝説, по Система на Хепбърн: Zeruda no Densetsu, на български: Легендата за Зелда) е франчайз от поредица видеоигри, създадена от японските гейм-дизайнери Шигеру Миямото и Такаши Тезука, и разработена и издадена главно от компанията Nintendo, като някои части и преиздадени продукти са дело на компаниите Capcom и Grezzo.
Жанрово играта е епично фентъзи, което обединява елементи от екшън-приключение и RPG. Главно действащо лице в историята е Линг - героичен млад войн от расата подобна на елфите Хайляйн. Заедно с принцеса Зелда, смъртното превъплъщение на богинята Хайлия, трябва да спасят кралство Хайрул от злия магьосник Ганон.
Поредицата стартира през 1986 г. с едноименната игра „The Legend of Zelda“, която постига международен успех и признание от критиката. Поредицата включва 19 игри, както и няколко спин-оф продукта. През 1989 г. е излъчен анимационен сериал по американката телевизия. В Япония от 1997 г. се издава манга. Към април 2020 г. е изчислено, че повече от 113 млн. копия от игрите са продадени.
Миямото заявява, че основно вдъхновение за героите и изгледа на играта е неговия роден град Сонбоу. Самото име „Зелда“ идва от Зелда Фицджералд - известната съпруга на американския писател Ф. Скот Фидзджералд, останал в литературната история като автора на „Великият Гетсби“. Според Миамото името просто звучи „приятно“ и „значително“. Изображението на Линк е вдъхновено от вида на Питър Пан.

## Списък със заглавия
| Заглавие                                                                   | Конзола                                                                                                 | Година |
| -------------------------------------------------------------------------- | --- | ------ |
| The Legend of Zelda                                                        | Nintendo Entertainment System Nintendo GameCube Game Boy Advance Wii Nintendo 3DS Wii U Nintendo Switch | 1986   |
| Zelda II: The Adventure of Link                                            | Nintendo Entertainment System Nintendo GameCube Game Boy Advance Wii Nintendo 3DS Wii U Nintendo Switch | 1987   |
| The Legend of Zelda: A Link to the Past                                    | Super Nintendo Entertainment System Game Boy Advance Wii Wii U New Nintendo 3DS Nintendo Switch         | 1991   |
| The Legend of Zelda: Link's Awakening                                      | Game Boy Game Boy Color Nintendo 3DS Switch                                                             | 1993   |
| The Legend of Zelda: Ocarina of Time                                       | Nintendo 64 GameCube Wii Wii U Nintendo 3DS                                                             | 1998   |
| The Legend of Zelda: Majora's Mask                                         | Nintendo 64 GameCube Wii Wii U Nintendo 3DS                                                             | 2000   |
| The Legend of Zelda: Oracle of Seasons The Legend of Zelda: Oracle of Ages | Game Boy Color Nintendo 3DS                                                                             | 2001   |
| The Legend of Zelda: Four Swords                                           | Game Boy Advance Nintendo DSi                                                                           | 2002   |
| The Legend of Zelda: The Wind Waker                                        | GameCube Wii U                                                                                          | 2002   |
| The Legend of Zelda: Four Swords Adventures                                | GameCube                                                                                                | 2004   |
| The Legend of Zelda: The Minish Cap                                        | Game Boy Advance Wii U                                                                                  | 2004   |
| The Legend of Zelda: Twilight Princess                                     | GameCube Wii                                                                                            | 2006   |
| The Legend of Zelda: Phantom Hourglass                                     | Nintendo DS Wii U                                                                                       | 2007   |
| The Legend of Zelda: Spirit Tracks                                         | Nintendo DS Wii U                                                                                       | 2009   |
| The Legend of Zelda: Skyward Sword                                         | Wii Wii U Switch                                                                                        | 2011   |
| The Legend of Zelda: A Link Between Worlds                                 | Nintendo 3DS                                                                                            | 2013   |
| The Legend of Zelda: Tri Force Heroes                                      | Nintendo 3DS                                                                                            | 2015   |
| The Legend of Zelda: Breath of the Wild                                    | Wii U Nintendo Switch Nintendo Switch 2                                                                 | 2017   |
| The Legend of Zelda: Tears of the Kingdom                                  | Switch                                                                                                  | 2023   |